# Battaglia di Sant'Anna
La battaglia di Sant'Anna fu uno scontro militare della guerra sardo-catalana.

## La battaglia
Ripreso il conflitto tra regno di Sardegna e giudicato di Arborea, nel giugno del 1368 un'armata aragonese composta da circa 2000 uomini sotto il comando di Pietro Martinez de Luna, sbarca a Cagliari e si dirige verso Oristano, la capitale giudicale, cingendola d'assedio.
In soccorso della città assediata arrivò il donnicello Ugone III che ingaggiò un combattimento contro l'esercito assediante nei pressi della piana di Sant'Anna. Nel frattempo Mariano IV, uscito di sorpresa da Oristano, prese gli aragonesi alle spalle, sconfiggendoli.
Nello scontro perirono il comandante aragonese, Pedro Martinez de Luna, e suo fratello.